# Jaume Casanovas i Escussol
Jaume Casanovas i Escussol   (Vilanova i la Geltrú, 15 de desembre de 1944 - Vilanova i la Geltrú, 2 d'agost de 2019) va ser un polític català, governador civil de Barcelona i Lleida i alcalde de Vilanova i la Geltrú.

## Biografia
De 1965 a 1970 va treballar en diversos gabinets d'arquitectura i fins a 1979 fou tècnic de la construcció. Alhora, va militar al Moviment Socialista de Catalunya (MSC) des del 1966 on formà part la Comissió Executiva i fou responsable agrari i territorial. Des de 1971 fou un membre actiu de l'Assemblea de Catalunya. Fou dirigent de Convergència Socialista i al 1977, ingressà al PSC-Congrés, amb el que formà part de la llista electoral barcelonina a les eleccions generals espanyoles de 1977. Amb la democràcia formà part de la direcció del Partit dels Socialistes de Catalunya.
El 1979 fou escollit alcalde de Vilanova dins les llistes del Partit dels Socialistes de Catalunya, reelegit alcalde a les eleccions municipals dels anys 1983 i 1987, fins a l'any 1991. També fou president del Consell Comarcal del Garraf de 1988 a 1991, vocal en representació dels municipis, al Consell Social de la Universitat Politècnica de Catalunya i president del Patronat de l'Hospital Clínic de Barcelona. Després de l'alcaldia fou governador civil de la província de Lleida (1992-1993) i de la província de Barcelona (1993-1996). Des de 1996 treballà com a consultor per a empreses públiques i privades com APEX Inmobiliaria.